# NGC 192
NGC 192 ist eine Balkenspiralgalaxie vom Hubble-Typ (R')SB(r)a: im Sternbild Walfisch am Himmelsäquator die schätzungsweise 189 Millionen Lichtjahre von der Milchstraße entfernt ist. Gemeinsam mit NGC 196, NGC 197 und NGC 201 bildet sie die Hickson-Kompaktgruppe HCG 7.
HCG steht für Hickson Compact Group. Dabei handelt es sich um Ansammlungen von hellen Galaxien, die vergleichsweise isoliert liegen. Man nimmt an, dass die Galaxien der HCG 7 sich nähern und schließlich miteinander verschmelzen werden. Simulationen haben gezeigt, dass diese Galaxien innerhalb von einer Milliarde Jahren eine riesige Galaxie bilden werden.
Das Objekt wurde am 28. Dezember 1790 von dem deutsch-britischen Astronomen Friedrich Wilhelm Herschel entdeckt.

## NGC 192-Gruppe (LGG 10)
| Galaxie | Alternativname | Entfernung/Mio. Lj |
| ------- | -------------- | ------------------ |
| NGC 173 | PGC 2223       | 199                |
| NGC 192 | PGC 2352       | 189                |
| NGC 196 | PGC 2357       | 194                |
| NGC 197 | PGC 2365       | 188                |
| NGC 201 | PGC 2388       | 201                |
| NGC 237 | PGC 2597       | 190                |